# 엠포리스 스카이스크래퍼 어워드
엠포리스 스카이스크래퍼 어워드는 건물의 디자인과 기능에 대한 건축적 우수성에 대한 상이다.
이상은 독일 함부르크에 본사를 둔 부동산 데이터 마이닝 회사인 엠포리스가 매년 수여한다. 이상은 "디자인과 기능면에서 가장 새로운 마천루"를 대표하는 건물에 수여된다. 자격을 얻으려면 지정된 건물이 수상 연도에 완공되어야 하며 높이가 100m 이상이어야 한다. 후보자와 수상자는 엠포리스 편집자가 선택하며 상은 다음 1월에 발표되며 일반적으로 다음 봄 또는 여름에 발표된다. 2000년 이전에 이상은 Skyscrapers.com 상으로 알려졌다.

## 엠포리스 스카이스크래퍼 어워드 수상자
| 연도 | 1위                  | 1위  | 1위              | 2위               | 2위  | 2위          | 3위                            | 3위  | 3위        |
| 연도 | 건물                 | 건물 | 도시             | 건물              | 건물 | 도시         | 건물                           | 건물 | 도시       |
| ---- | -------------------- | ---- | ---------------- | ----------------- | ---- | ------------ | ------------------------------ | ---- | ---------- |
| 2000 | 소피텔 뉴욕 호텔     |      | 뉴욕             | –                 | –    | –            | –                              | –    | –          |
| 2001 | 원 월 센터           |      | 밴쿠버           | 밀레니엄 포인트   |      | 뉴욕         | 플라자 66                      |      | 상하이     |
| 2002 | 킹덤 센터            |      | 리야드           | 포스트 타워       |      | 본           | 111 헌팅턴 애비뉴              |      | 보스턴     |
| 2003 | 30 세인트 메리 액스  |      | 런던             | 하이클리프        |      | 홍콩         | 스카이브릿지                   |      | 시카고     |
| 2004 | 타이베이 101         |      | 타이베이         | 토레 아그바르     |      | 바르셀로나   | 월드 타워                      |      | 시드니     |
| 2005 | 터닝 토르소          |      | 말뫼             | Q1                |      | 골드코스트   | 몬테비디오 타워                |      | 로테르담   |
| 2006 | 허스트 타워          |      | 뉴욕             | 더 웨이브         |      | 골드코스트   | 유레카 타워                    |      | 멜버른     |
| 2007 | 더 아이언            |      | 헤이그           | 뉴턴 스위트       |      | 싱가포르     | 온타리오 타워                  |      | 런던       |
| 2008 | 모드 학원 코쿤 타워  |      | 도쿄             | 부띠크모나코      | –    | 서울         | 상하이 세계금융센터            |      | 상하이     |
| 2009 | 아쿠아               |      | 시카고           | O-14              | –    | 두바이       | 더 멧                          |      | 방콕       |
| 2010 | 호텔 포르타 피라     |      | 바르셀로나       | 부르즈 할리파     |      | 두바이       | 투어 CMA CGM                   |      | 마르세유   |
| 2011 | 8 스프루스 스트리트  |      | 뉴욕             | 알 함라 타워      |      | 쿠웨이트시티 | 에티히드 타워                  |      | 두바이     |
| 2012 | 앱솔루트 월드 타워스 |      | 미시소가         | 알 바르 타워      |      | 두바이       | 부르즈 카타르                  |      | 도하       |
| 2013 | 더 샤드              |      | 런던             | DC 타워 1         |      | 빈           | 쉐라톤 후저우 핫 스프링 리조트 |      | 후저우     |
| 2014 | 왕징 SOHO            |      | 베이징           | 보스코 베르티칼레 |      | 밀라노       | 투어 D2                        |      | 쿠르브부아 |
| 2015 | 상하이 타워          |      | 상하이           | 에볼루션 타워     |      | 모스크바     | 토레 이소자키                  |      | 밀라노     |
| 2016 | VIA 57 웨스트        |      | 뉴욕             | 토레 레포마       |      | 멕시코시티   | 오아시아 호텔 다운타운         |      | 싱가포르   |
| 2017 | 롯데월드타워         |      | 서울             | 제네리얼 타워     |      | 밀라노       | 150 노스 리버사이드            |      | 시카고     |
| 2018 | MGM 코타이           |      | 마카오           | 라 마르세예즈     |      | 마르세유     | 52 라임 스트리트 (더 스카펠)   |      | 런던       |
| 2019 | 라흐타 센터          |      | 상트페테르부르크 | Leeza SOHO        |      | 베이징       | 35 허드슨 야드                 |      | 뉴욕       |
| 2020 | 크라운 시드니        |      | 시드니           | 텔러스 스카이     |      | 캘거리       | 원 밴더빌트                    |      | 뉴욕       |

## 같이 보기
- 엠포리스